# Knin
Knin (italienska: Tenin, ungerska: Tinin) är en stad i Dalmatiens inland i Kroatien. Staden ligger i Šibenik-Knins län och har 15 388 invånare (2011) varav 10 493 invånare bor i centralorten. Majoritetsbefolkningen är kroater.

## Historia
Under det kroatiska självständighetskriget var Knin den inofficiella huvudstaden för den självutnämnda Serbiska republiken Krajina som upprättades av kroatienserbiska styrkor i början av 1990-talet. I samband med kriget utförde serbiska styrkor etnisk rensning av den kroatiska befolkningen som flydde till de delar av Kroatien som inte kontrollerades av de kroatienserbiska styrkorna. Sedan fredssamtalen brutit samman återtog kroaterna staden 1995 genom operation Storm. De kroatiska styrkornas övertagande av staden kom att sätta stop för fortsatta stridigheter. I det självständiga Kroatien har staden blivit en av symbolerna för kampen för en oberoende kroatisk stat och 1995 var Knin en orterna som passerades av Frihetens tåg. 

## Demografi
Enligt vittnesmål vid ICTY från den tidigare kroatiska tjänstemannen Petar Pašić utgjorde serberna 1991 90% av den dåvarande kommunen Knins befolkning medan kommunens kroatiska befolkning uppgick till 250 invånare. Efter operation Storm 1995 och följderna av det kroatiska övertagandet av området steg andelen kroater till cirka 90%.
Knins demografiska utveckling:
| År      | 1880  | 1890  | 1900  | 1910  | 1948  | 1953  | 1961  | 1971  | 1981  | 1991  | 2001  | 2011  |
| Kroater | 15,1% | 14,5% | 14,3% | 14,4% | 14,6% | 14,5% | 15,3% | 15,2% | 11,3% | 10,3% | 76,5% | 75,4% |
| Serber  | 82,3% | 84,5% | 83,5% | 84,2% | 84,7% | 84,1% | 82,1% | 80,7% | 72,8% | 85,5% | 20,8% | 23,0% |
| Övriga  | 2,6%  | 1%    | 2,2%  | 1,5%  | 0,7%  | 1,5%  | 2,6%  | 4,1%  | 15,9% | 4,2%  | 2,7%  | 1,6%  |

## Kommunikationer

### Tågtrafik
Knin är en järnvägsknutpunkt för fyra olika linjer. Från järnvägsstationen utgår Dalmatienbanan och Likabanan. Mot väst går en kort järnvägsgren till staden Zadar och mot nordost går en gammal järnväg till den bosniska staden Banja Luka. Den används endast av godståg.

### Fotnoter
1. 1 2  ”Census of Population, Households and Dwellings 2011, First Results by Settlements” (på engelska och kroatiska) ( PDF). Kroatiska statistiska centralbyrån. Arkiverad från originalet den 19 augusti 2014. https://web.archive.org/web/20140819030849/http://www.dzs.hr/Hrv_Eng/publication/2011/SI-1441.pdf. Läst 26 oktober 2013.
2. 1 2  Martin Glamuzina, Željka Šiljković, Nikola Glamuzina, Geoadria, Vol.10 No.1 June 2005. (engelska)
3. ↑  Hawes, Julia (16 oktober 2009). ”Court Hears of Ethnic Change in Knin”. Institute for War & Peace Reporting. Arkiverad från originalet den 14 juni 2013. https://web.archive.org/web/20130614113032/http://iwpr.net/report-news/court-hears-ethnic-change-knin. Läst 24 november 2013.